# Беляви (Плешевський повіт)
Беляви (пол. Bielawy) — село в Польщі, у гміні Голухув Плешевського повіту Великопольського воєводства.
У 1975-1998 роках село належало до Каліського воєводства.